# Prudhoe Bay Oil Field
Prudhoe Bay Oil Field è un grande giacimento petrolifero nel nord dell'Alaska. È il più grande giacimento di petrolio dell'intero Nord America, dall'estensione di 86.418 ettari e dal contenuto originale di circa 25 miliardi di barili (4,0×109 m³) di petrolio. La quantità di petrolio recuperabile è più del doppio del secondo campo di estrazione degli Stati Uniti, in Texas orientale. Il campo è gestito dalla British Petroleum (BP) e i partner sono la ExxonMobil e la ConocoPhillips.

## Collocazione
Il campo si trova a 640 km a nord di Fairbanks, 1050 km a nord di Anchorage, 400 km a nord del Circolo polare artico, e 1.900 km dal Polo Nord.

## Storia
L'esplorazione petrolifera commerciale nella Prudhoe Bay è iniziata nel 1960 ed il giacimento è stato scoperto il 12 marzo 1968 da parte di Atlantic Richfield ed Exxon. La scoperta dei siti di perforazione è stata compiuta dal geologo Marvin Mangus. Nel 1974 lo Stato dell'Alaska tramite delle indagini geologiche e geofisiche ha stimato che il giacimento contiene 10 miliardi di barili (1,6×109 m³) di petrolio e 740×109 m³ di gas naturale. La produzione ha inizio il 20 giugno 1977 quando il Trans-Alaska Pipeline System è stato completato. Il giacimento stato inizialmente strutturato in due concessioni distinte, la zona occidentale alla BP (WOA: Olio Rim) e la zona orientale alla ARCO (EOA: Gas Cap).
Il giacimento petrolifero ha raggiunto un picco di produzione giornaliera nel 1989 di 2 milioni di barili al giorno (320×103 m³ / d) sebbene quest'ultima sia poi calata a 1,5 milioni di barili al giorno (240×103 m³/ d) e poi a 943,000 barili al giorno (149.900 m 3 / d) nel 2005.
Nel dicembre 2006 si è raggiunta una media di 411.000 barili al giorno (65,300×109 m³/ d), ulteriormente calata a 285.000 barili al giorno (45,300×109 m³/ d). La produzione totale dal 1977 al 2005 è stata di 11 miliardi di barili (1,7×109 m³).
Ad agosto 2006, BP ha stimato che restano 2 miliardi di barili (320×106 m³) di petrolio recuperabile con le attuali tecnologie.

## Statistiche
Statistiche per il Campo Maggiore Prudhoe Bay:
- Data di scoperta: 12 marzo 1968
- Avvio della produzione: 20 giugno 1977
- Superficie totale del campo: 213,543 acri (864,18 km 2)
- Pozzi di petrolio di produzione: 1114
- Capacità totale: 25 miliardi di barili (4,0 × 10 9 m 3)
  - Prodotto: 11 miliardi di barili (1,7 × 10 9 m 3)
  - Totali recuperabili: 13 miliardi di barili (2,1 × 10 9 m 3)
  - Rimanente recuperabile: 2 miliardi di barili (320 milioni m 3)
- Picco di produzione: 1,5 milioni di barili al giorno (240.000 m 3 / d) (1979)
- Gas naturale:
  - Totale: 46 × 10 12 cu ft (1300 km 3) (stima)
  - Recuperabile: 26 × 10 12 cu ft (740 km 3)
- Maggiori campi satelliti della Prudhoe Bay:
  - Zona Est (ex ARCO) (data di inizio produzione: 1977)
  - Ovest Operating Area (BP Exploration) (data di inizio produzione: 1977)
  - Midnight Sun (data di inizio produzione: 1998)
  - Aurora (data di inizio produzione: 2000)
  - Orion (data di inizio produzione: 2002)
  - Polaris (data di inizio produzione: 1999)
  - Borealis (data di inizio produzione: 2001)
- Proprietà:
  - BP Exploration (Operatore): 26%
  - ConocoPhillips Alaska Inc.: 36%
  - ExxonMobil: 36%
  - Altro: 2%

## Fuoriuscita di petrolio nel marzo 2006
Il 2 marzo 2006, un lavoratore della BP Exploration Alaska ha scoperto una grande perdita di petrolio nella parte ovest del campo.
Fino a 1 milione di litri sono fuoriusciti rendendola la più grande perdita di petrolio nel nord dell'Alaska.  La fuoriuscita è stata attribuita a una rottura di una pipeline.
La BP spese oltre 20 milioni di dollari per riparare la rottura e nelle varie cause legali che ne seguirono.